# 타이론 파워 주니어

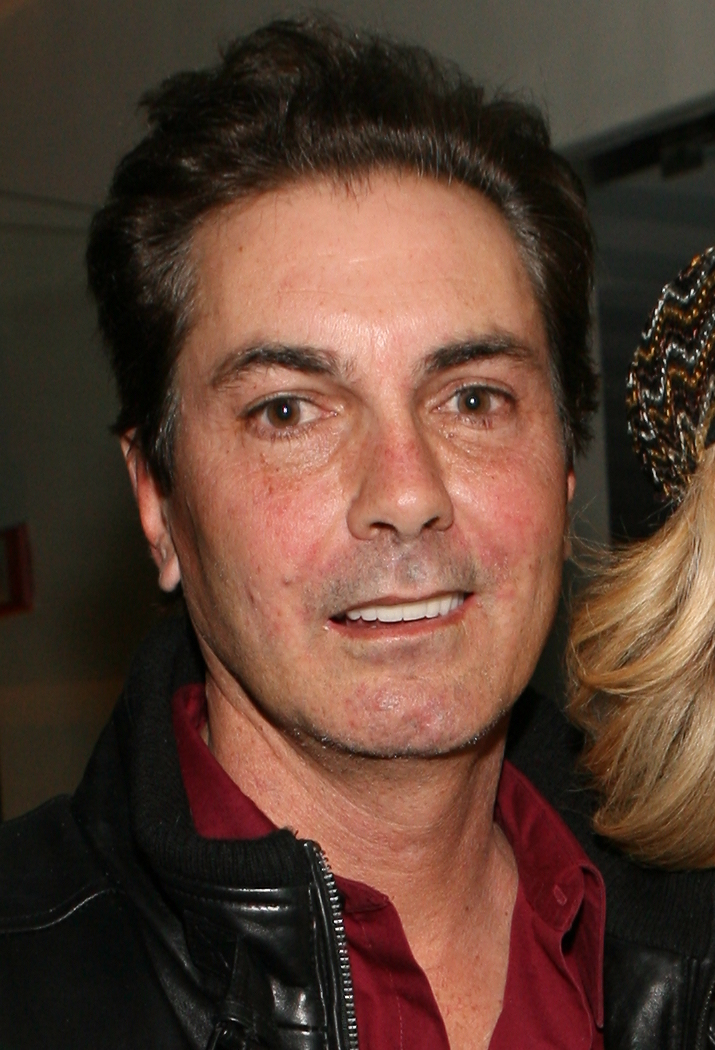

타이론 파워 주니어(Tyrone Power Jr., 본명: Tyrone William Power IV, 1959년 1월 22일 ~ )는 미국의 배우이다.
로스앤젤레스에서 태어났다.

## 영화
- 코쿤 (1985년)
- 코쿤 2 (1988년)
- 엑스트라 (2012년) - 데릭 스톤 역